# Winster
Winster är en ort och civil parish i Storbritannien.  Den ligger i distriktet Derbyshire Dales i grevskapet Derbyshire i England, i den södra delen av landet, 210 km nordväst om huvudstaden London. Winster ligger 242 meter över havet och antalet invånare är 633.
Terrängen runt Winster är kuperad österut, men västerut är den platt. Runt Winster är det tätbefolkat, med 308 invånare per kvadratkilometer. Närmaste större samhälle är Chesterfield, 19,2 km nordost om Winster. Omgivningarna runt Winster är en mosaik av jordbruksmark och naturlig växtlighet.